# Antilhas Neerlandesas nos Jogos Pan-Americanos de 1999
A Antilhas Neerlandesas competiu nos Jogos Pan-Americanos de 1999, em Winnipeg, no Canadá.